# Öam
Öam (hangul: 외암, handzsa: 外巖, RR: Oeam) Csoszon (Joseon)-kori hagyományos falu Dél-Koreában, mely közigazgatásilag Dél-Cshungcshong (Chungcheong) tartomány Aszan (Asan) városához tartozik. A falu a csoszon (joseon)i építészet és hagyományok őrzője, 2011 óta szerepel az UNESCO világörökségi javaslati listáján. Koreában fontos népművészeti kulturális örökségként műemléki védelmet élvez.

## Története
A falut valamikor 500 évvel ezelőtt, a Kang (Gang) és a Mok klán tagjai alapították. Mjongdzsong (Myeongjong) király idejében , a 16. században költözött ide I Dzsong (이정, Yi Jeong), aki magasrangú tisztviselő volt, és így megtelepedett itt a jean (yean)i I klán (예안 이씨). Az ő hatodgenerációs leszármazottja, I Gan (이간, Yi Gan) írói álneve Öam (Oeam) volt, így lett ez a falu neve.

## Jellemzői
2011-ben 192 fő élt a faluban, 69 lakóépületben, ebből 38 háztartás foglalkozott földműveléssel. A falu megőrizte csoszon (joseon)i karakterisztikáját, az épen maradt épületek lefedik a kor társadalmát, megtaláhatók itt a nemesi lakóházak, a középosztálybeliek és a köznépből származók otthonai egyaránt. Az épületek mintegy fele zsúpfedeles, a lakosok minden évben újrafedik a tetőket, a technikát pedig generációról generációra adják tovább. Minden házat kőkerítés vesz körül.
A falu az északkeleten fekvő Szolhvaszan (Seolhwasan) hegy dombos lábánál épült, délnyugatra tőle pedig a Pongszuszan (Bongsusan) hegy magasodik. A település ovális alakja e két hegyet összekötő képzeletbeli vonalon fekszik, a házak délnyugatra-délre néznek. Szerkezetileg a településnek egy főutcája van, melybe oldalról mellékutcák csatlakoznak be. Nyugatra termőföld található, a földek és a falu között pedig patak. Ez tipikus korabeli elrendezésnek számít. A falu különleges abból a szempontból, hogy mesterséges vízi utak találhatók itt, melyek táplálták az egyes házak díszkertjeit. Az itt található díszkertek a koreai kertépítészet jellegzetes alkotásai.
A településen számos olyan rituálé hagyományát őrzik, melyek ma már örökségvédelem alatt állnak, illetve jellegzetes ételeket is készítenek itt, például puggumi (buggumi)t (부꾸미).

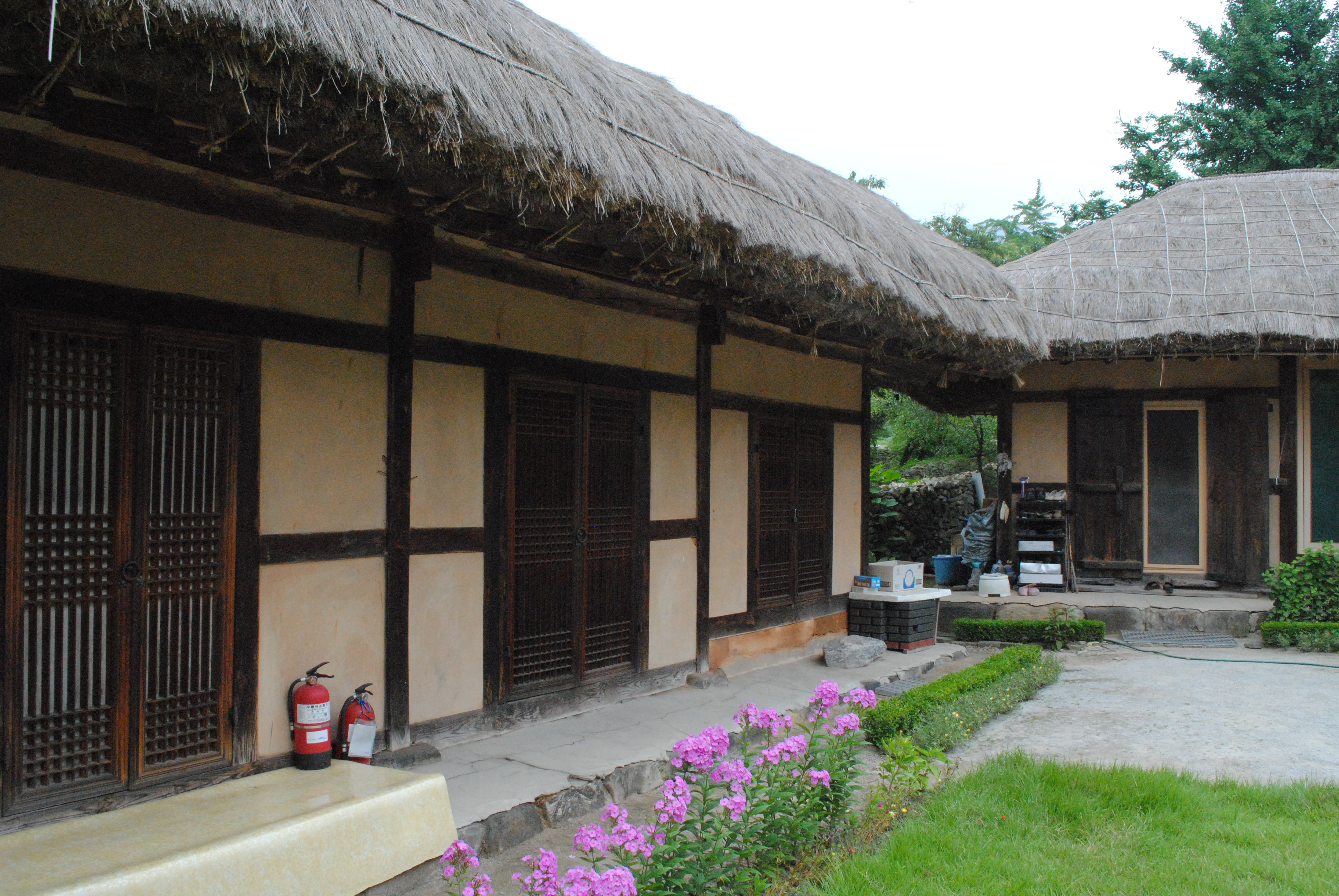
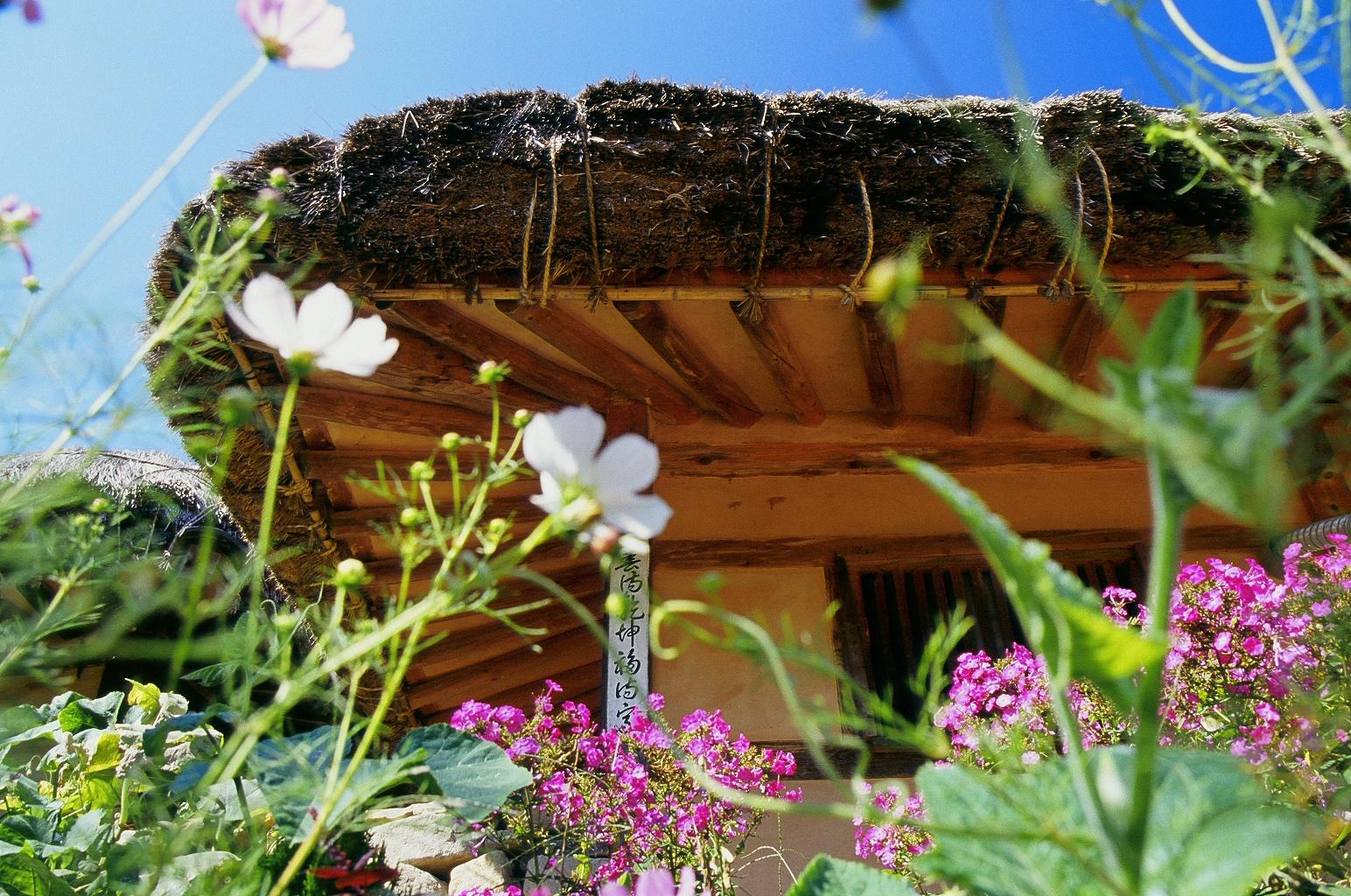
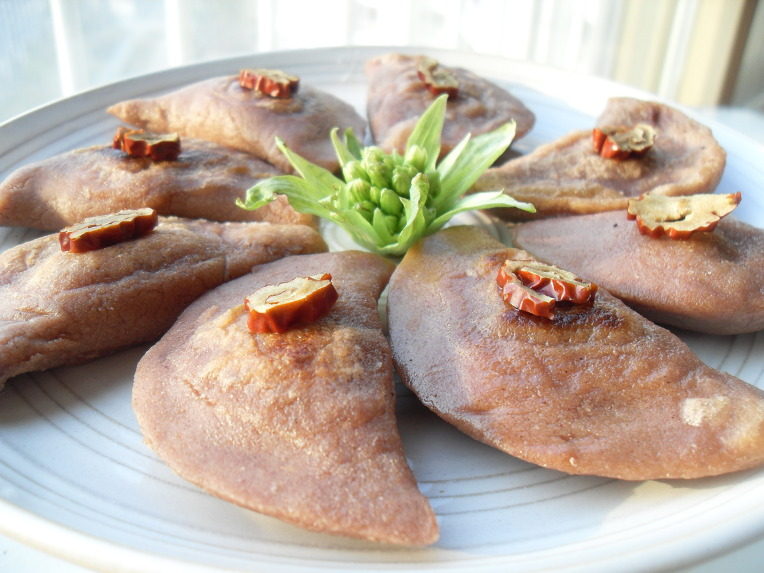
puggumi (buggumi)

## A populáris kultúrában
A település számos film és televíziós sorozatban szerepelt forgatási helyszínként, például: Harcosok szövetsége (2004), Cshühvaszon (Chwihwaseon) (취화선, 2002), Im Kkokcsong (Im Kkeokjeong) (1996).